# Nate Roberts
Nate Roberts, właśc. Nathan Roberts (ur. 24 marca 1982 w Ogden) – amerykański narciarz dowolny. Specjalizuje się w jeździe po muldach. Jego największym sukcesem jest złoty medal w jeździe po muldach wywalczony na mistrzostwach świata w Ruka. Zdobył ponadto brązowy medal w tej samej konkurencji na mistrzostwach świata w Madonna di Campiglio. Zajął także 19. miejsce w jeździe po muldach na igrzyskach olimpijskich w Vancouver.
Najlepsze wyniki w Pucharze Świata osiągnął w sezonie 2004/2005, kiedy to zajął 8. miejsce w klasyfikacji generalnej, a w klasyfikacji jazdy po muldach był trzeci.

## Osiągnięcia

### Igrzyska olimpijskie
| Miejsce | Dzień     | Rok  | Miejscowość | Konkurencja      | Zwycięzca          |
| ------- | --------- | ---- | ----------- | ---------------- | ------------------ |
| 19.     | 14 lutego | 2010 | Vancouver   | Jazda po muldach | Alexandre Bilodeau |

### Mistrzostwa świata
| Miejsce | Dzień    | Rok  | Miejscowość          | Konkurencja      | Zwycięzca                 |
| ------- | -------- | ---- | -------------------- | ---------------- | ------------------------- |
| 1.      | 19 marca | 2005 | Ruka                 | Jazda po muldach | -                         |
| 3.      | 9 marca  | 2007 | Madonna di Campiglio | Jazda po muldach | Pierre-Alexandre Rousseau |

### Puchar Świata

#### Miejsca w klasyfikacji generalnej
- sezon 2002/2003: 117.
- sezon 2003/2004: 23.
- sezon 2004/2005: 8.
- sezon 2005/2006: 24.
- sezon 2006/2007: 8.
- sezon 2007/2008: 17.
- sezon 2008/2009: 153.
- sezon 2009/2010: 92.

#### Miejsca na podium
1. Madonna di Campiglio – 20 grudnia 2003 (Jazda po muldach) – 1. miejsce
2. Fernie – 24 stycznia 2004 (Muldy podwójne) – 2. miejsce
3. Fernie – 22 stycznia 2005 (Jazda po muldach) – 1. miejsce
4. Deer Valley – 27 stycznia 2005 (Jazda po muldach) – 2. miejsce
5. Špindlerův Mlýn – 4 lutego 2006 (Jazda po muldach) – 3. miejsce
6. Deer Valley – 11 stycznia 2007 (Jazda po muldach) – 1. miejsce
7. Inawashiro – 17 lutego 2007 (Jazda po muldach) – 1. miejsce
8. Mariánské Lázně – 1 marca 2008 (Jazda po muldach) – 2. miejsce
9. Åre – 7 marca 2008 (Jazda po muldach) – 2. miejsce
10. Suomu – 12 grudnia 2009 (Jazda po muldach) – 3. miejsce

- W sumie 4 zwycięstwa, 4 drugie i 2 trzecie miejsca.